# Джим Стеранко
Джеймс Ф. «Джим» Стеранко (англ. James F. «Jim» Steranko; нар. 5 листопада 1938, Редінг, Пенсільванія, США) — американський художник-графік, автор коміксів / художник, історик, ілюзіоніст, видавець і ілюстратор кіновиробництва українського походження.

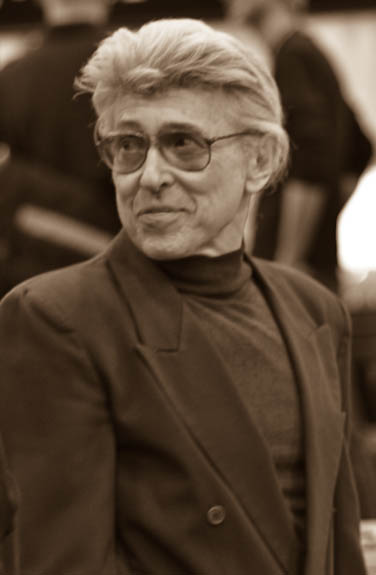
Джим Стеранко

Його найвідомішою роботою є серія коміксів «Nick Fury, Agent of S.H.I.E.L.D», що вперше опублікована у Strange Tales від Marvel Comics у 1960. Був одним з головних новаторів так званого Срібного століття, завдяки своєму унікальну стилю, який поєднує в собі сюрреалізм, Op Art і графічний дизайн.
Він був включений до Will Eisner Comic Book Hall of Fame у 2006 році.